# 福格灣
77°40′S 168°10′E / 77.667°S 168.167°E
福格灣是南極洲的海灣，位於羅斯島南部，處於特羅爾山西北部，由英國探險隊在1911年7月命名，該海灣現時由南極條約體系管理。